# 川村真木子
河村 真木子（かわむら まきこ、1976年7月16日 - ）は、日本の実業家。

## 人物
1976年に奈良県で生まれ、1986年親の転勤でシンガポールへ移住する。
1992年に帰国し大阪府東大阪の公立高校に就学。米国カリフォルニア州の高校へ留学を経て、1996年に卒業する。
高校卒業後は、帰国子女枠で関西学院大学に入学するも3ヶ月で自主退学し、1997年より米国カリフォルニア州のコミュニティカレッジを経てUCバークレー に編入し、2000年社会学部を卒業。
リーマンブラザーズ、ゴールドマンサックスといった、大手投資銀行で勤務する。
2021年に大手投資銀行を退社後、副業であったオンライン事業を本格化させ、美容系マッチングアプリの開発、炭酸パックブランド「Carrie」の開発・販売、オンラインサロン「Holland Village Private Salon」の運営を開始。
プライベートでは一児の母
妹　河村真弓

## 略歴
- 2001年　新卒でリーマンブラザーズ東京支社に入社
- 2008年　ゴールドマンサックス東京支社にヘッドハンティングされる
- 2010年　ゴールドマンサックスの最高役職とされるマネージングディレクターに昇進
- 2019年　米大手投資会社に転職
- 2021年　米大手投資会社を退社
- 2021年　美容系マッチングアプリ「Body Care Home」サービス開始
- 2021年　炭酸パックブランド「Carrie」を開発
- 2021年　紹介制オンラインサロン「Holland Village Private Salon」の運営を開始